# Police Quest: In Pursuit of the Death Angel
Police Quest: In Pursuit of the Death Angel är ett äventyrsspel av Sierra On-Line från 1987. Spelet är skrivet av Jim Walls som arbetade som poliskonstapel innan han gjorde spelet. Det är det första spelet i Police Quest-serien. Spelet utspelar sig i småstaden Lytton i Kalifornien och man spelar som polisen Sonny Bonds som är på jakt efter en knarklangare kallad The Death Angel.